# شکلتون (دهانه)

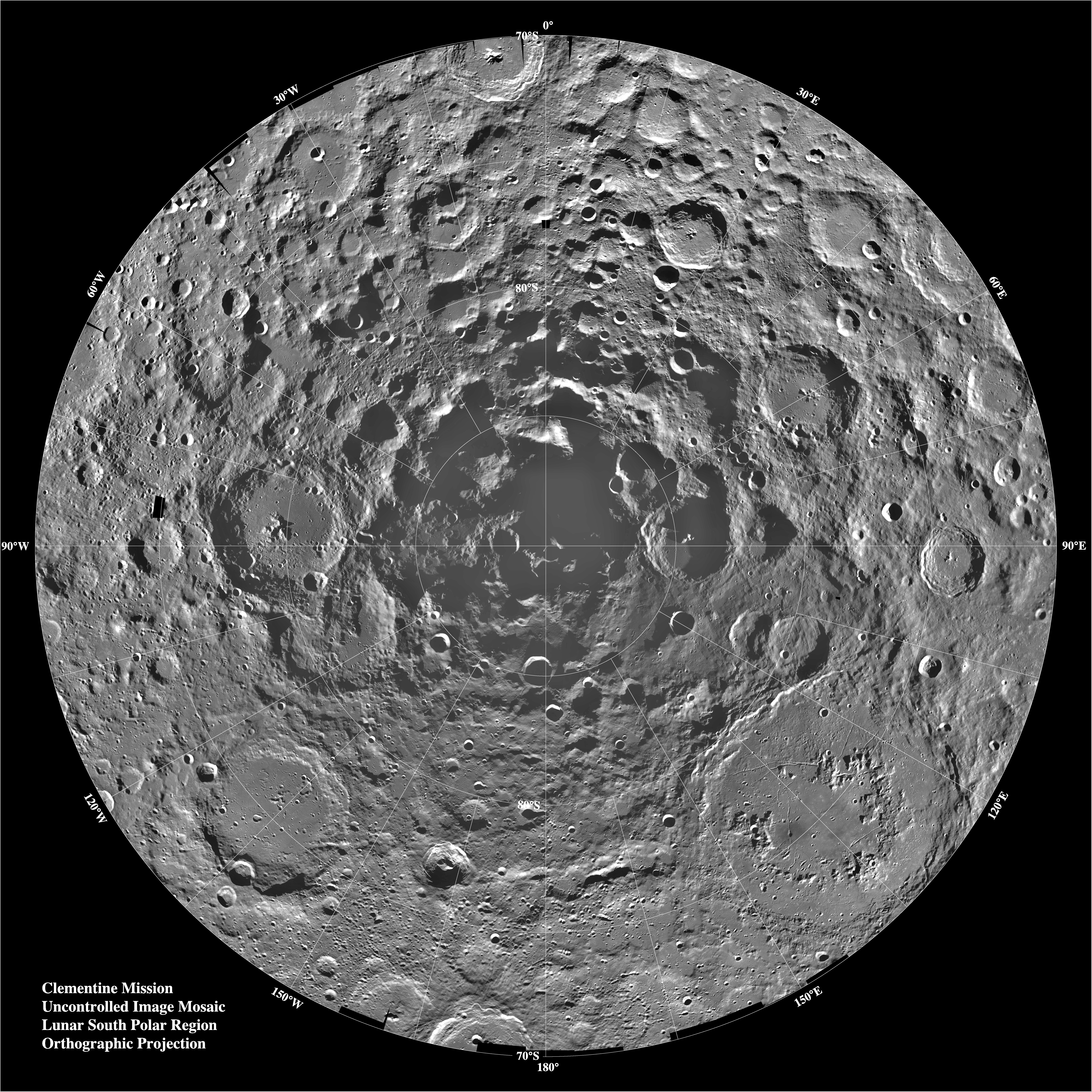
دهانه شکلتون.

دهانه شَکِلتون (به انگلیسی: Shackleton crater) یک دهانه برخوردی در کره ماه است که در قطب جنوب این کره واقع شده‌است.
این دهانه نام خود را از ارنست شکلتون، یکی از کاشفان نام‌آور قاره جنوبگان گرفته‌است.
قله‌های هم‌راستا با کناره‌های این دهانه تقریباً همیشه زیر نور آفتاب قرار دارند در حالی که بخش درونی این دهانه در تاریکی همیشگی قرار دارد.
دمای پایین درون این دهانه به عنوان یک تله سرد عمل می‌کند که ذرات و پاره‌های پدید آمده در اثر برخورد شهاب‌ها به کره ماه را به تله می‌اندازد و منجمد می‌کند.
فضاپیمای جوینده ماه (لونار پراسپکتور) کشف کرده‌است که مقدار هیدروژن درون این دهانه از مقادیر عادی بالاتر است و این امر ممکن است نشانگر وجود یخ‌آب در آن باشد.